# Baranaviči
Baranaviči (belorusko: Баранавiчы; rusko: Барановичи, Baranoviči; poljsko: Baranowicze) so mesto v Brestovski oblasti v zahodni Belorusiji. Mesto ima (po podatkih iz leta 2009) 168,900 prebivalcev. Je pomembno železniško križišče, v njem pa je tudi sedež državne univerze.

## Zgodovina
Vas Baranowicze, kakor se je prvotno imenovala, je bila prvič omenjena leta 1706 kot zasebno posestvo poljske družine Rozwadowski. Proti koncu 18.stoletja, po razdelitvi Poljske, je vas postala del ruskega imperija. V sedemdesetih letih 19. stoletja je ta prostor postal pomembno železniško križišče prog Varšava-Moskva in Vilna-Lviv. Vas je kmalu začela rasti in leta 1883 je postala mesto s skoraj 2,000 prebivalci. Leta 1897 je imelo mesto že 4,600 prebivalcev (ca. 50% Judov).
Med poljsko-sovjetsko vojno je mesto zasedla Poljska. Leta 1919 je dobilo mestne pravice. Leta 1921 so imele Baranowicze več kot 11.000 prebivalcev (67% Judov. Mesto je še vedno raslo in kmalu je postalo trgovsko središče pokrajine. Mestna pravoslavna katedrala je bila zgrajena v neoklasicističnem slogu v letih 1924-31; okrašena je z mozaiki, ki so prestali uničenje katedrale Alexander Nevsky v Varšavi. Mesto je bilo tudi pomembna vojaška garnizija. Zaradi hitre rasti lokalne industrije, je bila leta 1938 tu odprta lokalna postaja Poljskega radia. Leta 1939 so imeli Baranovichi skoraj 30.000 prebivalcev in so bili tako največje in najpomembnejše mesto v vojvodini Nowogródek.
Po invaziji na Poljsko leta 1939, je mesto prešlo pod Sovjetsko zvezo. Lokalno judovsko prebivalstvo (9,000) se je združilo s približno 3,000 Judi, ki so prišli iz Poljske, ki jo je okupiral Tretji rajh. Po začetku operacije Barbarossa so mesto 21.junija 1941 zasedle nemške obrambne sile. Avgusta, istega leta, je bil v mestu ustvarjen geto, kjer je v nemogočih pogojih živelo več kot 12 000 Judov v šestih stavbah na obrobju mesta. Med 4. marcem in 14. decembrom 1942 so bili vsi Judje iz geta poslani v različna nemška koncentracijska taborišča in tam pobiti v plinskih celicah. Samo okoli 250 jih je preživelo vojno.
Mesto je 8. julija 1944 zasedla Rdeča armada. Po drugi svetovni vojni je mesto postalo del Sovjetske zveze in hkrati tudi SSR Belorusije in se tako začelo omenjati z ruskim imenom Baranoviči. V tem času se je začela intenzivna industrializacija. Leta 1991 je mesto postalo del samostojne Belorusije.